# 앙헬 라브루나
앙헬 아마데오 라브루나(스페인어: Angel Amadeo Labruna, 1918년 9월 28일 ~ 1983년 9월 20일)는 아르헨티나의 전 축구 선수이다.
그는 선수 생활 대부분을 리버 플레이트에서 뛰었으며, 라 마키나(스페인어: La Máquina)로 불리는 선수들 중 한 명이었다.
또한 1958년 FIFA 월드컵에서도 아르헨티나 대표로 참가하였다.